# Ewald Walch
Ewald Walch (* 18. August 1940 in Innsbruck; † 27. Oktober 2023 in Innsbruck) war ein österreichischer Rennrodler und Boxer. Mit seinem Partner Manfred Schmid bildete er eines der erfolgreichsten Rodeldoppel in den späten 1960er und frühen 1970er Jahren. Seine Berufslaufbahn startete er als Glaser und Spengler in Telfs und beendete sie als Oberrevident und Kranführer (45 Tonnen) der ÖBB.

## Werdegang
Ewald Walch trat anfangs für Union Imst an. In Folge dann für den Eisenbahner Sportverein Hatting. Einen ersten internationalen Erfolg konnte er 1957 erreichen: er wurde mit Josef Mariner Junioren-Europameister. Im gleichen Jahr konnte er auch schon einen internationalen Erfolg bei den Erwachsenen bei den Rennrodel-Weltmeisterschaften in Davos an der Seite von Erich Raffl erreichen, wo beide die Bronzemedaille gewannen. Mit Reinhold Frosch gewann er 1960 in Garmisch-Partenkirchen den Titel. 1963, nun an der Seite von Anton Venier, gewann er in Imst zum zweiten Mal die Bronzemedaille. Seit 1967 erreichte er seine Erfolge an der Seite von Manfred Schmid. In Hammarstrand wurden sie hinter Klaus-Michael Bonsack und Thomas Köhler Vizeweltmeister. 1969 und 1970 gewann das Doppel jeweils in Königssee die WM-Titel. 1971 kam in Olang noch einmal ein Vizeweltmeistertitel hinter dem italienischen Doppel Paul Hildgartner und Walter Plaikner hinzu.
Parallel zum Rodelsport betrieb Walch ab 1957 auch das Boxen, welches er stets als ideales Training für die Bauch- und Halsmuskulatur sah. Auch beim Boxen war er sofort erfolgreich, noch im selben Jahr wurde er österreichischer Jugendmeister, später dann 6 Mal Tiroler Meister und 2 Mal österreichischer Staatsmeister. Er trainierte täglich und betrieb nebenbei auch noch zahlreiche weitere Sportarten wie Radfahren, Berglaufen oder Fußball beim ESV Hatting.
Auch auf europäischer Ebene erreichte Walch große Erfolge. 1962 gewann er mit Venier den Titel, 1970 wurde er mit Schmid Dritter, 1971 hinter Hildgartner und Plaikner Vizeeuropameister. National gewann das Doppel Walch/Schmid 1969, 1970, 1972 und 1973 die Titel im Doppelsitzer. Größter Erfolg in Walchs Karriere war der Gewinn der Silbermedaille bei den Olympischen Winterspielen 1968 in Grenoble. 1972 fuhr das Doppel in Sapporo auf den siebten Rang.
1996 erhielt er das Silberne Ehrenzeichen für Verdienste um die Republik Österreich.